# Matthias Urmann
Matthias Urmann (* 1964) ist ein deutscher Chemiker und Manager. 2018 wurde er Präsident der Gesellschaft Deutscher Chemiker.

## Leben und Wirken
Urmann studierte ab 1983 Chemie an der Universität Heidelberg mit dem Diplom 1989 und wurde 1992 bei Günter Helmchen promoviert (Dissertation: Erste Totalsynthese von enantiomerenreinem ent-Juvabion). Als Post-Doktorand war er 1992/93 an der Harvard University bei Elias J. Corey. 
Ab 1993 war er Laborleiter in Medizinischer Chemie bei der Hoechst AG und von 2000 bis 2008 Sektionsleiter Medizinische Chemie. Ab 2008 leitete er Administration für die Forschung und Entwicklung bei Sanofi Deutschland (hervorgegangen aus der Hoechst AG) und ab 2010 leitete er die Abteilung Insuline und Peptide in der Abteilung Diabetes-Forschung und Translationale Medizin bei Sanofi. Danach leitete er die Abteilung externe Innovationen.
Urmann befasst sich mit Therapie-Ansätzen für Diabetes mellitus.
Er war Stipendiat des Fonds der Chemischen Industrie. 2012 wurde er stellvertretender Vorsitzender der Liebig-Vereinigung für Organische Chemie der Gesellschaft Deutscher Chemiker und 2018 Präsident der Gesellschaft Deutscher Chemiker. Er ist Vorstandsmitglied von Science4Life, einer Initiative, die Startups unterstützt.